# Agriton
Agriton is een Nederlandse producent van agrarische producten, gevestigd in Noordwolde. Het in 1991 opgerichte bedrijf is voornamelijk bekend om zijn product Bokashi, maar produceert ook andere producten zoals bodemverbeteraars, meststoffen en silage.

## Geschiedenis en missie
Agriton werd opgericht met de doelstelling om duurzame producten voor de landbouwsector te ontwikkelen, waaronder gefermenteerde producten. De missie van het bedrijf is om agrariërs te ondersteunen in het handhaven van hun productieniveaus zonder de bodem uit te putten.

## Producten
Naast Bokashi heeft Agriton een product genaamd PowerGrain ontwikkeld. Dit toevoegmiddel voor graan kan worden gebruikt als een hoogwaardige energiebron voor zowel grote als kleine veehouders, evenals voor akkerbouwers en graanhandelaren.